# Villeneuve-l’Archevêque
Villeneuve-l’Archevêque – miejscowość i gmina we Francji, w regionie Burgundia-Franche-Comté, w departamencie Yonne.
Według danych na rok 1990 gminę zamieszkiwało 1136 osób, a gęstość zaludnienia wynosiła 163 osoby/km² (wśród 2044 gmin Burgundii Villeneuve-l’Archevêque plasuje się na 202. miejscu pod względem liczby ludności, natomiast pod względem powierzchni na miejscu 1113.).